# Sportcentrum De Rode Loop
Le Sportcentrum De Rode Loop est un hall omnisports situé à Merksem l'un des districts de la ville d'Anvers, dans la province d'Anvers en Belgique, où évolue le Olse Merksem HC club de première division national.

## Caractéristique
le Sportcentrum De Rode Loop possède une capacité de 321 siège.

## Liste des équipes sportives
- Handball:Olse Merksem HC